# Вейник незамеченный
Ве́йник незаме́ченный, или незамеча́емый, или Вейник прямой (лат. Calamagróstis neglécta), — вид травянистых растений рода Вейник (Calamagrostis) семейства Злаки (Poaceae).
В соответствии с современной классификацией является видом рода Чий (Achnatherum P.Beauv.) — чий вейниковый (Achnatherum calamagrostis (L.) P.Beauv.)

## Название
Латинское родовое название встречается ещё у Диоскорида, образовано от двух слов греческого происхождения лат. cálamus. (от др.-греч. κάλαμος — тростник, камыш) и лат. Agróstis (от др.-греч. ἄγρωστις — кормовая трава рода Полевица), что указывает на сходство с этими растениями.
Русское родовое название «вейник» происходит от глагола «веять».
Латинский видовой эпитет neglécta — женский род прилагательного лат. negléctus «пренебрегаемый», «незамеченный», «забытый».
Русский видовой эпитет «незамеченный» является отражением латинского.

## Ботаническое описание

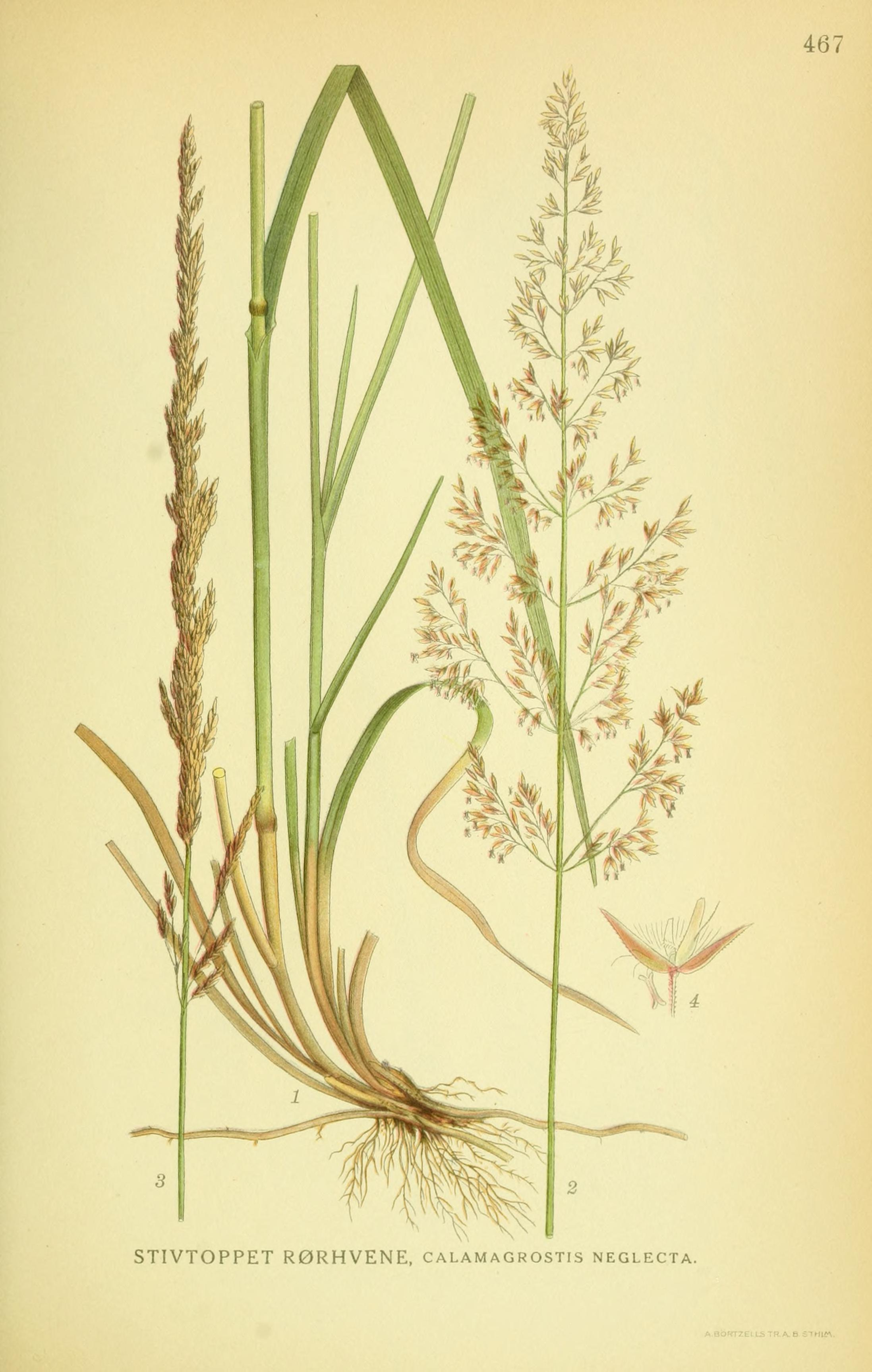

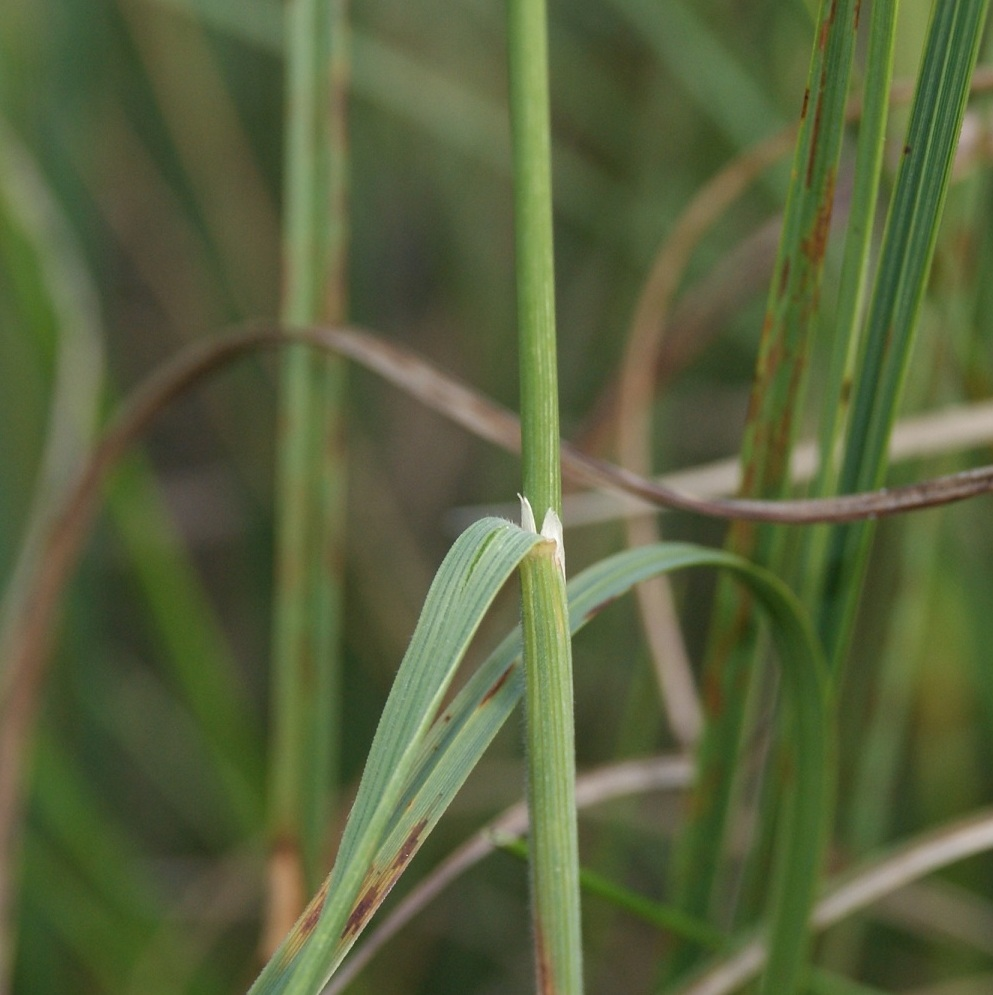
Язычок

Многолетнее травянистое растение. Корневище длинное, шнуровидное, ползучее с побегами, образуют дерновины. 
Стебли в числе нескольких, прямостоячие, гладкие, лишь на верхушке и в соцветии шероховатые, около узлов голые, обыкновенно высокие, 35—150 см высотой и 1—2,5 мм толщиной. 
Листья узколинейные, вдоль свёрнутые и оттого ещё более узкие, почти щетиновидные, реже лишь верхние стеблевые плоские; они на верхней стороне, особенно по краям, шероховатые, с гладкими влагалищами. Язычок 2—4 мм длиной, тупой, часто вдоль расколотый.
Метёлка узкая и довольно густая, лишь во время цветения несколько расширенная, прямостоячая, 7—18 см длиной и 0,8—3 см шириной. Ветви её остро шероховатые от тонких шипиков, недлинные и почти прижаты к общей оси, лишь во время цветения косо вверх отстоящие. Колоски фиолетово-буроватые, редко зеленоватые или при плодах тёмно-соломенного цвета, 2,8—4 мм длиной. Колосковые чешуи равные одна другой, продолговато-яйцевидные или эллиптические, коротко-заострённые, на поверхности шершавые от очень коротких волосков или мелких бугорков, реже почти гладкие, 2⅔—3½ мм длиной; из них нижняя усажена по килю мелкими шипиками. Осевой стерженек ⅓—⅔ мм длиной, покрытый волосками в 1—1½ мм длиной, вместе с которыми он почти равен волоскам сидящим при основании цветка; эти последние почти равны цветку или короче на ¼—⅓ его длины. Наружная прицветная чешуя яйцевидная, на верхушке тупая и зазубренная, с 4 жилками, немного короче колосковых, 2—2¾ мм длиной, с прямой остью, выходящей обыкновенно из нижней трети спинки и почти равной чешуйке или едва короче или длиннее её. Внутренняя прицветная чешуя на ⅓, реже на ¼ короче наружной. Зерновка овальная, около 1⅓ мм длиной и ½ мм шириной.

## Распространение и экология
Евразия и Северная Америка. 
Растёт по осоковым и моховым болотам, болотистым лугам, сплавинам, влажным песчаным и солонцеватым местам — в лесной и северных частях степной области.

## Значение и применение
На ранних стадиях вегетации охотно поедается северными оленями (Rangifer tarandus), крупным рогатым скотом, лошадьми. Позже сильно грубеет и почти не поедается. В Верхоянском районе Якутии поедается скотом на зимних пастбищах. Сено при скашивании не позднее середины колошения хорошо поедается крупным рогатым скотом.
В начале вегетации поедается европейским лосём (Alces alces Linnaeus).

## Таксономия
Вид Вейник незамеченный относится к роду Вейник (Calamagrostis) семейства Злаки, или Мятликовые (Poaceae) порядка Злакоцветные, или Мятликоцветные (Poales) .

Кладограмма в соответствии с Системой APG IV:
|  |                                      |  |                                   |                                   |                 |  | ещё 13 семейств | ещё 13 семейств |                     |  |  |  | еще 178 видов |
|  |                                      |  |                                   |                                   |                 |  | ещё 13 семейств | ещё 13 семейств |                     |  |  |  | еще 178 видов |
|  |                                      |  |                                   | порядок Злакоцветные              |                 |  |                 |                 | род Вейник          |  |  |  |               |
|  |                                      |  |                                   | порядок Злакоцветные              |                 |  |                 |                 | род Вейник          |  |  |  |               |
|  | отдел Цветковые, или Покрытосеменные |  |                                   |                                   | семейство Злаки |  |                 |                 | Вейник незамеченный |  |  |  |               |
|  | отдел Цветковые, или Покрытосеменные |  |                                   |                                   | семейство Злаки |  |                 |                 |                     |  |  |  |               |
|  |                                      |  | ещё 63 порядка цветковых растений | ещё 63 порядка цветковых растений |                 |  |                 | ещё 120 родов   | ещё 120 родов       |  |  |  |               |
|  |                                      |  |                                   | ещё 63 порядка цветковых растений |                 |  |                 |                 | ещё 120 родов       |  |  |  |               |

### Синонимы
- Arundo neglecta Ehrh. (1791)basionym
- Arundo stricta Timm (1795)
- Calamagrostis neglecta subsp. stricta (Timm) Tzvelev (1965)
- Calamagrostis stricta (Timm) Koeler (1802)
- Deyeuxia neglecta (Ehrh.) Kunth (1829)

и другие.